# Спињо Монферато
Спињо Монферато (итал. Spigno Monferrato) је насеље у Италији у округу Алесандрија, региону Пијемонт.
Према процени из 2011. у насељу је живело 299 становника. Насеље се налази на надморској висини од 253 м.

## Становништво
Према резултатима пописа становништва 2011. у општини је живело 1.126 становника.
| 1931. | 1936. | 1951. | 1961. | 1971. | 1981. | 1991. | 2001. | 2011. |
| ----- | ----- | ----- | ----- | ----- | ----- | ----- | ----- | ----- |
| 3.393 | 3.241 | 3.183 | 2.649 | 2.066 | 1.728 | 1.403 | 1.216 | 1.126 |